# Aérodrome d’Alice Arm-Silver City
L'aérodrome d’Alice Arm-Silver City est un aérodrome situé en Colombie-Britannique, au Canada.